# 800 mètres masculin aux championnats du monde d'athlétisme 2011
Navigation
Berlin 2009 Moscou 2013
L'épreuve du 800 mètres masculin des championnats du monde de 2011 s'est déroulée du 27 au 30 août 2011 dans le stade de Daegu en Corée du Sud. Elle est remportée par le Kényan David Rudisha.

## Records et performances

### Records
Les records du 800 m hommes (mondial, des championnats et par continent) étaient avant les championnats 2011 les suivants.
| Record                    | Athlète              | Pays             | Temps         | Lieu         | Date               |
| ------------------------- | -------------------- | ---------------- | ------------- | ------------ | ------------------ |
| Record du monde           | David Lekuta Rudisha | Kenya            | 1 min 41 s 01 | Rieti        | 29 août 2010       |
| Record des championnats   | Billy Konchellah     | Kenya            | 1 min 43 s 06 | Séville      | 1er septembre 1987 |
| Record d'Afrique          | David Lekuta Rudisha | Kenya            | 1 min 41 s 01 | Rieti        | 29 août 2010       |
| Record d'Asie             | Yusuf Saad Kamel     | Bahreïn          | 1 min 42 s 71 | Monaco       | 29 juillet 2008    |
| Record d'Amérique du Nord | Johnny Gray          | États-Unis       | 1 min 42 s 60 | Coblence     | 28 août 1985       |
| Record d'Amérique du Sud  | Joaquim Cruz         | Brésil           | 1 min 41 s 77 | Cologne      | 26 août 1984       |
| Record d'Europe           | Wilson Kipketer      | Danemark         | 1 min 41 s 11 | Cologne      | 24 août 1997       |
| Record d'Océanie          | Peter Snell          | Nouvelle-Zélande | 1 min 44 s 30 | Christchurch | 3 février 1962     |

### Meilleures performances de l'année 2011
Les dix coureurs les plus rapides de l'année sont, avant les championnats (au 12 août 2011), les suivants.
|    | Athlète                | Pays       | Temps         | Date            |
| -- | ---------------------- | ---------- | ------------- | --------------- |
| 1  | David Lekuta Rudisha   | Kenya      | 1 min 42 s 61 | 22 juillet 2011 |
| 2  | Abubaker Kaki          | Soudan     | 1 min 43 s 13 | 5 août 2011     |
| 3  | Asbel Kiprop           | Kenya      | 1 min 43 s 15 | 22 juillet 2011 |
| 4  | Nick Symmonds          | États-Unis | 1 min 43 s 83 | 22 juillet 2011 |
| 5  | Yuriy Borzakovskiy     | Russie     | 1 min 43 s 99 | 3 juillet 2011  |
| 6  | David Mutinda Mutua    | Kenya      | 1 min 43 s 99 | 22 juillet 2011 |
| 7  | Khadevis Robinson      | États-Unis | 1 min 44 s 03 | 22 juillet 2011 |
| 8  | Leonard Kirwa Kosencha | Kenya      | 1 min 44 s 08 | 9 juillet 2011  |
| 9  | Boaz Kiplagat Lalang   | Kenya      | 1 min 44 s 13 | 5 août 2011     |
| 10 | Kleberson Davide       | Brésil     | 1 min 44 s 21 | 7 août 2011     |

## Critères de qualification
Pour se qualifier pour les Championnats (minima A), il fallait avoir réalisé moins de 1 min 45 s 40 entre le 1er octobre 2010 et  le 15 août 2011. Le minima B est de 1 min 46 s 30
.

## Résultats

### Finale
| Rang               | Athlète              | Temps         |
| ------------------ | -------------------- | ------------- |
| Médaille d'or      | David Lekuta Rudisha | 1 min 43 s 91 |
| Médaille d'argent  | Abubaker Kaki        | 1 min 44 s 41 |
| Médaille de bronze | Yuriy Borzakovskiy   | 1 min 44 s 49 |
| 4                  | Marcin Lewandowski   | 1 min 44 s 80 |
| 5                  | Nick Symmonds        | 1 min 45 s 12 |
| 6                  | Adam Kszczot         | 1 min 45 s 25 |
| 7                  | Alfred Kirwa Yego    | 1 min 45 s 83 |
| 8                  | Mohammed Aman        | 1 min 45 s 93 |

### Demi-finales
Les deux premiers athlètes de chaque course plus les deux meilleurs temps se qualifient pour la finale.
| Rang | Athlète              | Temps                |
| ---- | -------------------- | -------------------- |
| 1    | Mohammed Aman        | 1 min 44 s 57 (PB) Q |
| 2    | Marcin Lewandowski   | 1 min 44 s 60 (SB) Q |
| 3    | Abubaker Kaki        | 1 min 44 s 62 q      |
| 4    | Alfred Kirwa Yego    | 1 min 44 s 82 q      |
| 5    | Khadevis Robinson    | 1 min 45 s 27        |
| 6    | Andreas Bube         | 1 min 45 s 48 (PB)   |
| 7    | Sajjad Moradi        | 1 min 46 s 17 (SB)   |
| 8    | Antonio Manuel Reina | 1 min 48 s 45        |

| Rang | Athlète               | Temps         |
| ---- | --------------------- | ------------- |
| 1    | Nick Symmonds         | 1 min 45 s 73 |
| 2    | Yuriy Borzakovskiy    | 1 min 45 s 73 |
| 3    | Jackson Mumbwa Kivuva | 1 min 45 s 97 |
| 4    | Andrew Osagie         | 1 min 46 s 12 |
| 5    | Tamás Kazi            | 1 min 46 s 53 |
| 6    | Bram Som              | 1 min 46 s 69 |
| 7    | Kevin López           | 1 min 46 s 86 |
| 8    | Prince Mumba          | 1 min 47 s 06 |

| Rang | Athlète              | Temps           |
| ---- | -------------------- | --------------- |
| 1    | David Lekuta Rudisha | 1 min 44 s 20 Q |
| 2    | Adam Kszczot         | 1 min 44 s 81 Q |
| 3    | Kleberson Davide     | 1 min 45 s 06   |
| 4    | Rafith Rodríguez     | 1 min 46 s 41   |
| 5    | Mahfoud Brahimi      | 1 min 46 s 79   |
| 6    | Luis Alberto Marco   | 1 min 47 s 45   |
| 7    | Moussa Camara        | 1 min 48 s 15   |
|      | Mohammad Al-Azemi    | DNF             |

### Séries
Les trois premiers de chaque séries (Q) plus les six meilleurs temps (q) se qualifient pour les quarts de finale.
| Rang | Athlète           | Temps           |
| ---- | ----------------- | --------------- |
| 1    | Nick Symmonds     | 1 min 46 s 54 Q |
| 2    | Andreas Bube      | 1 min 46 s 64 Q |
| 3    | Kevin López       | 1 min 46 s 79 Q |
| 4    | Mouhcine El Amine | 1 min 46 s 98   |
| 5    | Andrew Ellerton   | 1 min 47 s 47   |
| 6    | Moise Joseph      | 1 min 48 s 17   |
| 7    | Zaw Win Thet      | 1 min 58 s 36   |

| Rang | Athlète               | Temps           |
| ---- | --------------------- | --------------- |
| 1    | Yuriy Borzakovskiy    | 1 min 46 s 14 Q |
| 2    | Jackson Mumbwa Kivuva | 1 min 46 s 57 Q |
| 3    | Antonio Manuel Reina  | 1 min 46 s 66 Q |
| 4    | Prince Mumba          | 1 min 46 s 73 q |
| 5    | Michael Rimmer        | 1 min 47 s 11   |
| 6    | Masato Yokota         | 1 min 47 s 60   |
| 7    | Shifaz Mohamed        | 2 min 01 s 05   |

| Rang | Athlète            | Temps                |
| ---- | ------------------ | -------------------- |
| 1    | Abubaker Kaki      | 1 min 44 s 83 Q      |
| 2    | Mohammed Aman      | 1 min 45 s 17 Q      |
| 3    | Alfred Kirwa Yego  | 1 min 45 s 50 Q      |
| 4    | Luis Alberto Marco | 1 min 46 s 19 q      |
| 5    | Moussa Camara      | 1 min 46 s 38 q (NR) |
| 6    | Ashot Hayrapetyan  | 1 min 50 s 09 (PB)   |
| 7    | Fernando da Silva  | 1 min 51 s 58        |

| Rang | Athlète              | Temps              |
| ---- | -------------------- | ------------------ |
| 1    | David Lekuta Rudisha | 1 min 46 s 29 Q    |
| 2    | Marcin Lewandowski   | 1 min 46 s 73 Q    |
| 3    | Bram Som             | 1 min 46 s 79 Q    |
| 4    | Mahfoud Brahimi      | 1 min 46 s 94 q    |
| 5    | Charles Jock         | 1 min 47 s 95      |
| 6    | Brice Etès           | 1 min 48 s 22 (SB) |
| 7    | Edgar Cortez         | 1 min 49 s 10 (NR) |

| Rang | Athlète           | Temps              |
| ---- | ----------------- | ------------------ |
| 1    | Kleberson Davide  | 1 min 46 s 06 Q    |
| 2    | Andrew Osagie     | 1 min 46 s 08 Q    |
| 3    | Adam Kszczot      | 1 min 46 s 16 Q    |
| 4    | Sajjad Moradi     | 1 min 46 s 39 q    |
| 5    | Mohammad Al-Azemi | 1 min 46 s 64 q    |
| 6    | Julius Mutekanga  | 1 min 47 s 54      |
| 7    | Farhan Ahmad      | 1 min 50 s 14 (PB) |
|      | Thomas Vandy      | DNS                |

| Rang | Athlète             | Temps              |
| ---- | ------------------- | ------------------ |
| 1    | Rafith Rodríguez    | 1 min 48 s 26 Q    |
| 2    | Tamás Kazi          | 1 min 48 s 29 Q    |
| 3    | Khadevis Robinson   | 1 min 48 s 41 Q    |
| 4    | Daniel Nghipandulwa | 1 min 48 s 79      |
| 5    | Lutimar Paes        | 1 min 48 s 97      |
| 6    | Ismail Ahmed Ismail | 1 min 52 s 33      |
| 7    | Derek Mandell       | 1 min 57 s 11 (PB) |
| 8    | Richard Blagg       | 1 min 59 s 34 (PB) |

## Légende
Records et Performances
- AR : Record continental (area record)
- CR : Record des championnats (championship record)
- MR : Record du meeting (meet record)
- NR : Record national (national record)
- OR : Record olympique (olympic record)
- PR : Record paralympique (paralympic record)
- PB : Record personnel (personal best)
- SB : Meilleure performance personnelle de la saison (season's best)
- WL : Meilleure performance mondiale de l'année (world leader)
- WJR : Record du monde junior (world junior record)
- WR : Record du monde (world record)

Circonstances et Conditions
- DNF : N'a pas terminé (did not finish)
- DNS : N'a pas pris le départ (did not start)
- DQ : Disqualification (disqualification)
- NM : Aucun essai valable enregistré (No Mark)
- Q : Qualifié « directement » au prochain tour (ou à la prochaine compétition), lors d'une compétition majeure, grâce au classement ou à la réalisation des minima (automatic qualifier)
- q : Qualifié au prochain tour (ou à la prochaine compétition), lors d'une compétition majeure, grâce au repêchage ou à la réalisation de l'une des meilleures performances parmi celles des « non qualifiés directement » (grâce au meilleur temps ou à la meilleure distance par exemple) (secondary qualifier)